# Liste der Abgeordneten zum Salzburger Landtag (9. Gesetzgebungsperiode)
Diese Liste der Abgeordneten zum Salzburger Landtag 9. Gesetzgebungsperiode listet alle Abgeordneten zum Salzburger Landtag in der 9. Gesetzgebungsperiode bzw. 13. Wahlperiode auf. Die Gesetzgebungsperiode dauerte von der Konstituierung des Landtags am 16. Mai 1984 bis zum 2. Mai 1989. Die Konstituierung des nachfolgenden Landtags der 10. Gesetzgebungsperiode erfolgte am 3. Mai 1989. 
Bei der Landtagswahl 1984 verzeichnete die Österreichische Volkspartei (ÖVP) starke Gewinne und erzielte erstmals seit 1945 die absolute Mandatsmehrheit. Für die ÖVP bedeutete dies den Gewinn von zwei Mandaten, womit die ÖVP 19 der insgesamt 36 Landtagsabgeordneten stellte. Die Sozialistische Partei Österreichs (SPÖ) erreichte 13 Mandate, die Freiheitliche Partei Österreichs (FPÖ) vier Mandate, womit beide Parteien ein Mandat verloren. 
Nach der Angelobung der Landtagsabgeordneten erfolgte am 16. Mai 1984 die Wahl der Landesregierung Haslauer III, die damit der Landesregierung Haslauer II nachfolgte. 

## Funktionen

### Landtagspräsidenten
Nach dem Sieg der ÖVP bei der Landtagswahl 1984 wurde Hans Schmidinger (ÖVP) erneut zum Landtagspräsidenten gewählt. Auch der bisherige Zweite Landtagspräsident Johann Pitzler (SPÖ) übte sein Amt weiterhin aus. Lediglich Walter Vogl (ÖVP) löste Josef Hörl (ÖVP) als neuen, Dritten Landtagspräsidenten ab. Die Wahl der drei Präsidenten wurde in der konstituierenden Sitzung am 16. Mai 1984 durchgeführt.

### Landtagsabgeordnete
| Name                  | Fraktion | Anmerkung                                         |
| --------------------- | -------- | ------------------------------------------------- |
| Baumgartner Ingo      | SPÖ      | am 4. Februar 1987 für Franz Kurz angelobt        |
| Buchner Johann        | FPÖ      |                                                   |
| Eder Rudolf           | ÖVP      |                                                   |
| Eisl Andreas          | FPÖ      |                                                   |
| Emberger Bertl        | ÖVP      |                                                   |
| Fink Karl             | SPÖ      |                                                   |
| Gmachl Wolfgang       | ÖVP      |                                                   |
| Griessner Georg       | ÖVP      |                                                   |
| Gruber Manfred        | SPÖ      |                                                   |
| Haunsberger Wolfgang  | ÖVP      |                                                   |
| Hofer Margot          | FPÖ      |                                                   |
| Karl Hans             | ÖVP      |                                                   |
| Kurz Franz            | SPÖ      | bis 3. Februar 1987                               |
| Lettner Harald        | SPÖ      | am 19. September 1984 für Othmar Raus angelobt    |
| Lienbacher Johann     | ÖVP      |                                                   |
| Mayr Josef            | SPÖ      | am 22. Oktober 1986 für Alois Stöllinger angelobt |
| Menzel Christian      | ÖVP      |                                                   |
| Nacovsky Othmar       | SPÖ      |                                                   |
| Neumayer Leonhard     | ÖVP      |                                                   |
| Neureiter Michael     | ÖVP      |                                                   |
| Nindl Gottfried       | ÖVP      |                                                   |
| Pichler Josef         | SPÖ      |                                                   |
| Pitzler Johann        | SPÖ      |                                                   |
| Raus Othmar           | SPÖ      | bis 18. September 1984                            |
| Rieser Walter         | SPÖ      |                                                   |
| Rotschopf Peter       | ÖVP      |                                                   |
| Schausberger Franz    | ÖVP      |                                                   |
| Schmidinger Hans      | ÖVP      |                                                   |
| Schreiner Helmut      | ÖVP      |                                                   |
| Steinmetzer Christina | ÖVP      |                                                   |
| Stöllinger Alois      | SPÖ      | bis 21. Oktober 1986                              |
| Stuchlik Inge         | SPÖ      |                                                   |
| Thaler Walter         | SPÖ      |                                                   |
| Veichtlbauer Ricky    | SPÖ      |                                                   |
| Vogl Walter           | ÖVP      |                                                   |
| Wahlhütter Reinhold   | SPÖ      |                                                   |
| Wasserbauer Hedwig    | ÖVP      |                                                   |
| Widrich Gerheid       | ÖVP      |                                                   |
| Winkler Volker        | FPÖ      |                                                   |